# Karl-Josef Weißenfels
Karl-Josef Weißenfels (Leverkusen, Alemania Federal; 28 de marzo de 1952 – 30 de octubre de 2024) fue un voleibolista paralímpico de Alemania.

## Carrera
Representó a Alemania Federal en los Juegos Paralímpicos de Seúl 1988 en la modalidad de pie donde ganó la medalla de oro venciendo en la final a Israel. Cuatro años después representó a Alemania en los Juegos Paralímpicos de Barcelona 1992 donde volvió a ganar la medalla de oro venciendo esta vez en la final a Polonia.
Su tercera participación se dio en los Juegos Paralímpicos de Atlanta 1996 donde se convirtió en tricampeón paralímpico luego de vencer en la final a Eslovaquia.